# Pala Ansidei
La Pala Ansidei è un dipinto a olio su tavola di pioppo (274x152 cm) di Raffaello Sanzio, datato (sull'orlo del manto della Vergine sotto la mano sinistra) 1505 e conservato nella National Gallery di Londra.

## Storia
In origine il dipinto era stato commissionato dalla famiglia Ansidei per adornare la cappella di famiglia nella chiesa di San Fiorenzo dei Serviti a Perugia; nel 1764 venne però sostituita con una copia di Nicola Antonio Monti, mentre l'originale finì per far parte della collezione di lord Robert Spencer, per poi passare in quella del duca di Marlborough a Blenheim Palace e da questa alla National Gallery nel 1885.
La data in passato venne ritenuta parzialmente abrasa, forse riferibile al 1506, ma analisi scientifiche hanno confermato la datazione al 1505.

## Descrizione e stile
L'opera è una sacra conversazione, organizzata con un alto trono della Madonna col Bambino in grembo e due santi ai lati: a sinistra Giovanni Battista rivolto al cielo, con la pelliccia di cammello, la croce astile e il tipico gesto di indicare Gesù, e san Nicola di Bari mentre legge assorto un libro a destra, con l'abito vescovile e, in terra, i tre pomi dorati con cui salvò tre fanciulle povere dalla prostituzione. Le figure sono salde e monumentali, dimostrano la conoscenza di opere fiorentine come quelle di Fra Bartolomeo; riflessi di Donatello si sono inoltre letti nella possanza di san Nicola.
Maria è in posizione leggente, mentre indica al figlio il libro, ed è caratterizzata da fini decorazioni dorate sul manto blu e sulla veste rossa, derivate dall'esempio di Pinturicchio; anche il Bambino ha una ricca veste, che gli copre solo la spalla e parte del braccio sinistro, con un lembo tenuto in mano dallo stesso lato. In alto, sul trono, si legge la scritta "Salve Mater Christi". Un lungo filo di perle di corallo pende dal baldacchino, riferimento al rosso del sangue della Passione.
Il tutto ha come sfondo un grandioso arco aperto sul paesaggio, che ricalca la forma della centina della pala e, a partire dall'idea peruginesca del portico in prospettiva, lo semplifica, saldando con maggiore illusionismo lo spazio reale e quello dipinto. La perfetta misurabilità degli spazi, valutabile ad esempio nei tre altissimi gradini del trono, è tipica delle composizioni nate prima della partenza per Firenze, in territorio umbro, mentre alla fase successiva rimandano il colore puro e rifrangente, che fa stagliare le figure ma le rapporta anche armonicamente allo sfondo. Appaiono ormai più evidenti gli echi di Leonardo, con la resa monumentale e inquieta delle figure, mentre il retaggio peruginesco si fa gradualmente più remoto. Nonostante il tema convenzionale, sorprende il dominio del mezzo pittorico, ormai pienamente maturo, in cui le figure acquistano consistenza in funzione del variare della luce.

## Predella

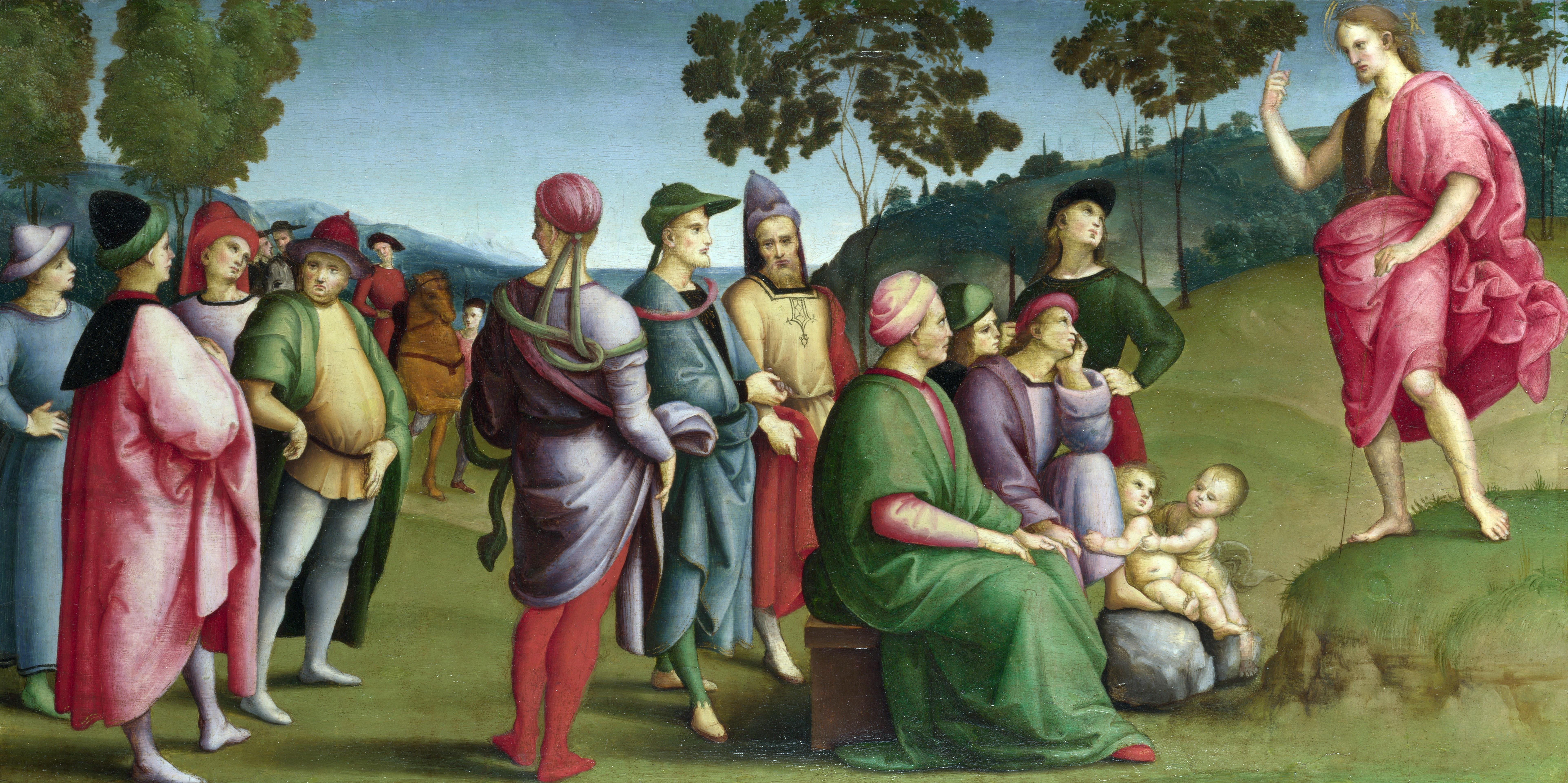
Predica di san Giovanni Battista

Sempre nella National Gallery si conserva un elemento della predella originale, la Predica di san Giovanni Battista (26x53 cm). Le altre due tavolette che costituivano la predella, lo Sposalizio della Vergine e il Miracolo di san Nicola, sono andate disperse.